# Czarniak
Czarniak (Pollachius virens) – gatunek drapieżnej ryby z rodziny dorszowatych (Gadidae), blisko spokrewniony z rdzawcem. Ryba o dużym znaczeniu gospodarczym, tuż za dorszem atlantyckim i plamiakiem. Swoją nazwę zawdzięcza czarnej barwie wnętrza jamy gębowej.

## Występowanie
Wzdłuż europejskich i kanadyjskich wybrzeży Atlantyku, czasem spotykany w zachodnim Bałtyku.

## Charakterystyka
Grzbiet oliwkowozielony, linia boczna jasna, wyraźna na całej długości. Szczęka dolna wysunięta, płetwa ogonowa wcięta. Osiąga przeciętnie 60–90 cm (maksymalnie 130 cm) długości i ok. 20 kg (maksymalnie 32 kg) masy ciała.
Gatunek wędrowny. Wiosną kierują się na północ i do wód przybrzeżnych, a jesienią na południe i dalej od brzegu.
Młode czarniaki polują na skorupiaki i małe ryby, dorosłe na ryby denne i pelagiczne.